# Freccia Vallone 1988
La Freccia Vallone 1988, cinquantaduesima edizione della corsa, si svolse il 13 aprile 1988 per un percorso di 243 km. La vittoria fu appannaggio del tedesco occidentale Rolf Gölz, che completò il percorso in 6h32'21" precedendo l'italiano Moreno Argentin e l'olandese Steven Rooks.
Al traguardo del muro di Huy furono 75 i ciclisti, dei 191 partiti da Spa, che portarono a termine la competizione.

## Ordine d'arrivo (Top 10)
| Pos. | Corridore       | Squadra             | Tempo    |
| ---- | --------------- | ------------------- | -------- |
| 1    | Rolf Gölz       | Superconfex-Yoko    | 6h32'21" |
| 2    | Moreno Argentin | Gewiss-Bianchi      | a 56"    |
| 3    | Steven Rooks    | PDM-Ultima-Concorde | a 1'02"  |
| 4    | Charly Mottet   | Système U           | a 1'12"  |
| 5    | Andreas Kappes  | Toshiba-Look        | a 1'23"  |
| 6    | Bruno Bruyère   | Hitachi-Bosal       | a 3'38"  |
| 7    | Yvon Madiot     | Toshiba-Look        | a 3'43"  |
| 8    | Pedro Delgado   | Reynolds-Reynolon   | s.t.     |
| 9    | Stefan Joho     | Ariostea Gres       | s.t.     |
| 10   | Jan Nevens      | Sigma-Fina          | s.t.     |